# Baron Stamp

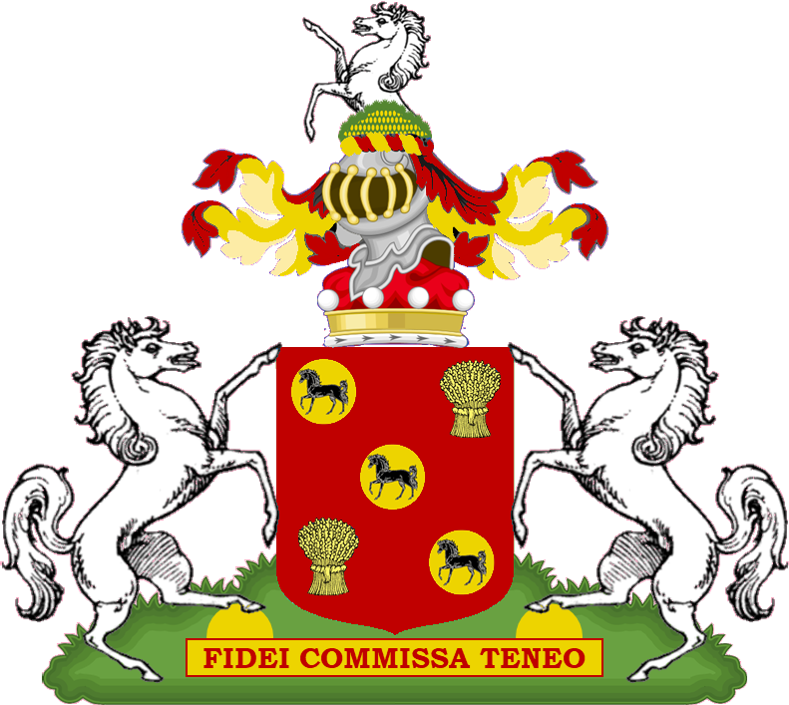
Wappen der Barone Stamp

Baron Stamp, of Shortlands in the County of Kent, ist ein erblicher britischer Adelstitel in der Peerage of the United Kingdom.

## Verleihung
Der Titel wurde am 28. Juni 1938 für den Direktor der Bank of England, Sir Josiah Stamp, geschaffen.
Heutiger Titelinhaber ist seit 2022 dessen Urenkel Nicholas Stamp als 5. Baron.

## Liste der Barone Stamp (1938)
- Josiah Stamp, 1. Baron Stamp (1880–1941)
- Wilfred Stamp, 2. Baron Stamp (1914–1941)
- Trevor Stamp, 3. Baron Stamp (1917–1987)
- Trevor Stamp, 4. Baron Stamp (1935–2022)
- Nicholas Stamp, 5. Baron Stamp (* 1978)

Titelerbe (Heir Apparent) ist der Sohn des aktuellen Titelinhabers, Hon. Leo Charles Xie Stamp (* 2021).